# Papilio bianor
Papilio bianor är en fjärilsart som beskrevs av Pieter Cramer 1777. Papilio bianor ingår i släktet Papilio och familjen riddarfjärilar. Inga underarter finns listade i Catalogue of Life.

## Bildgalleri

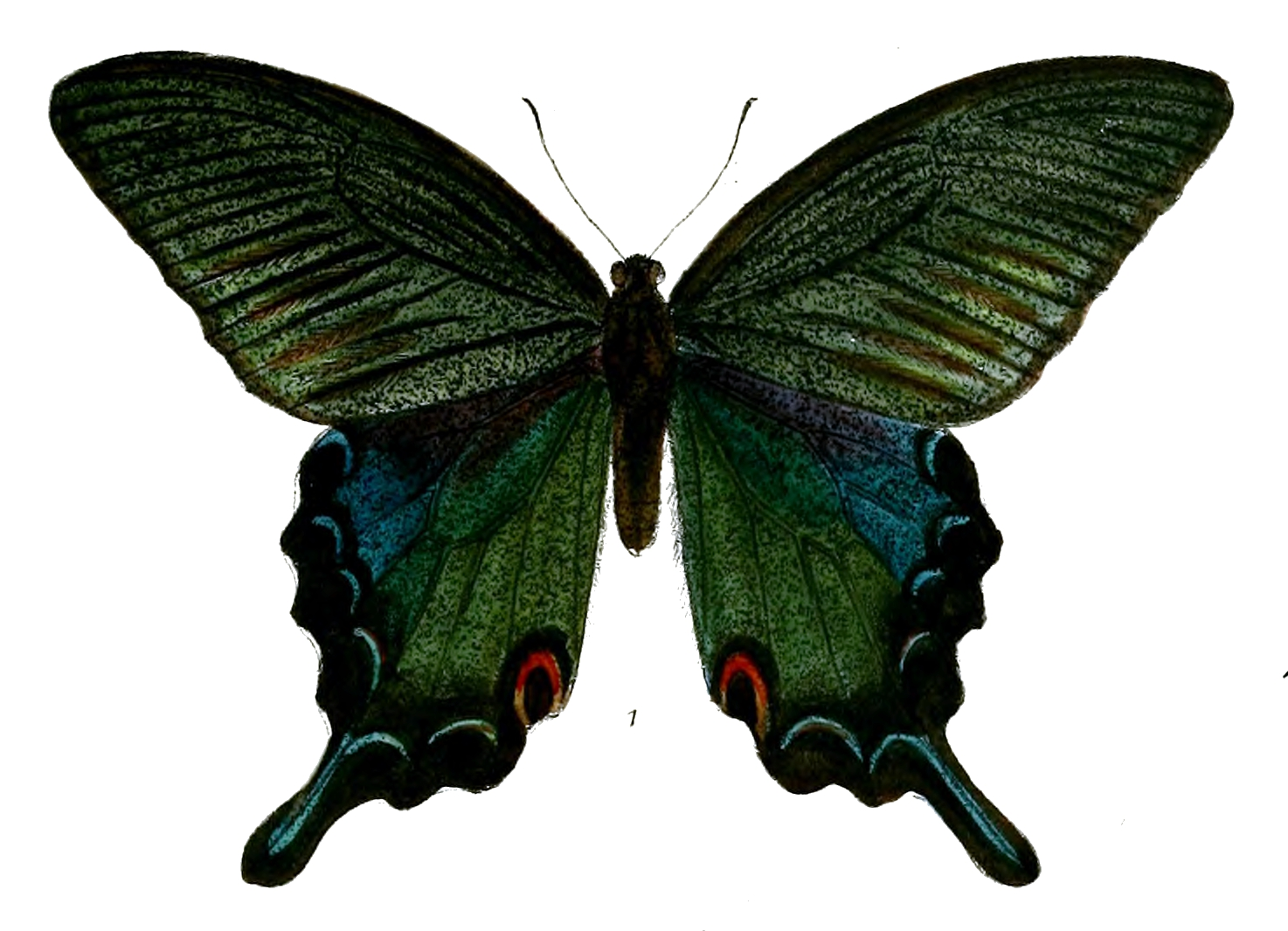
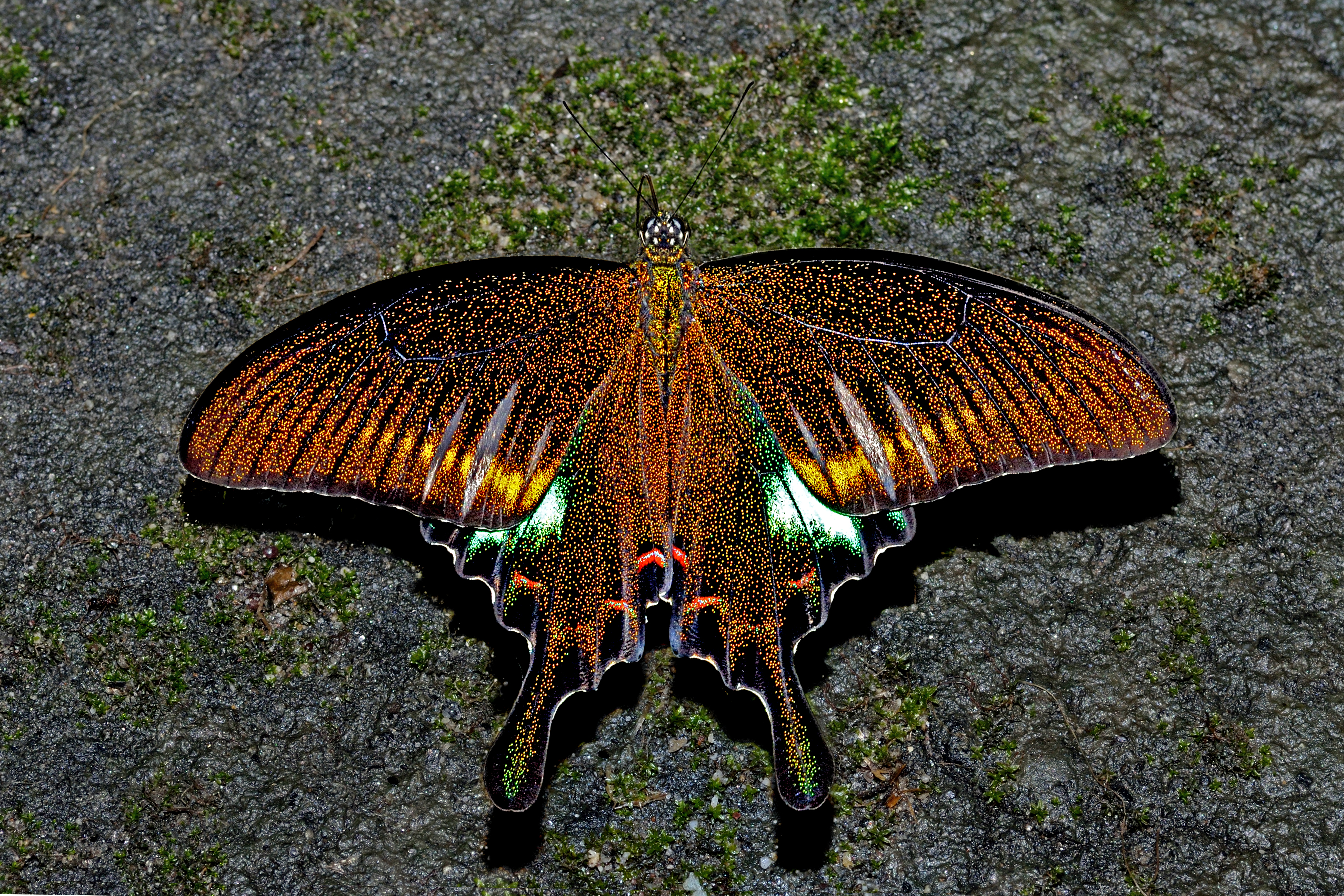
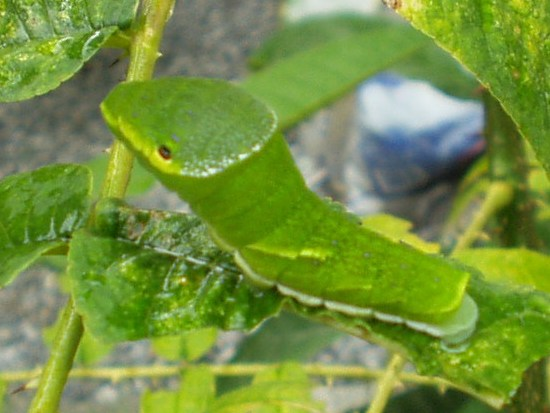
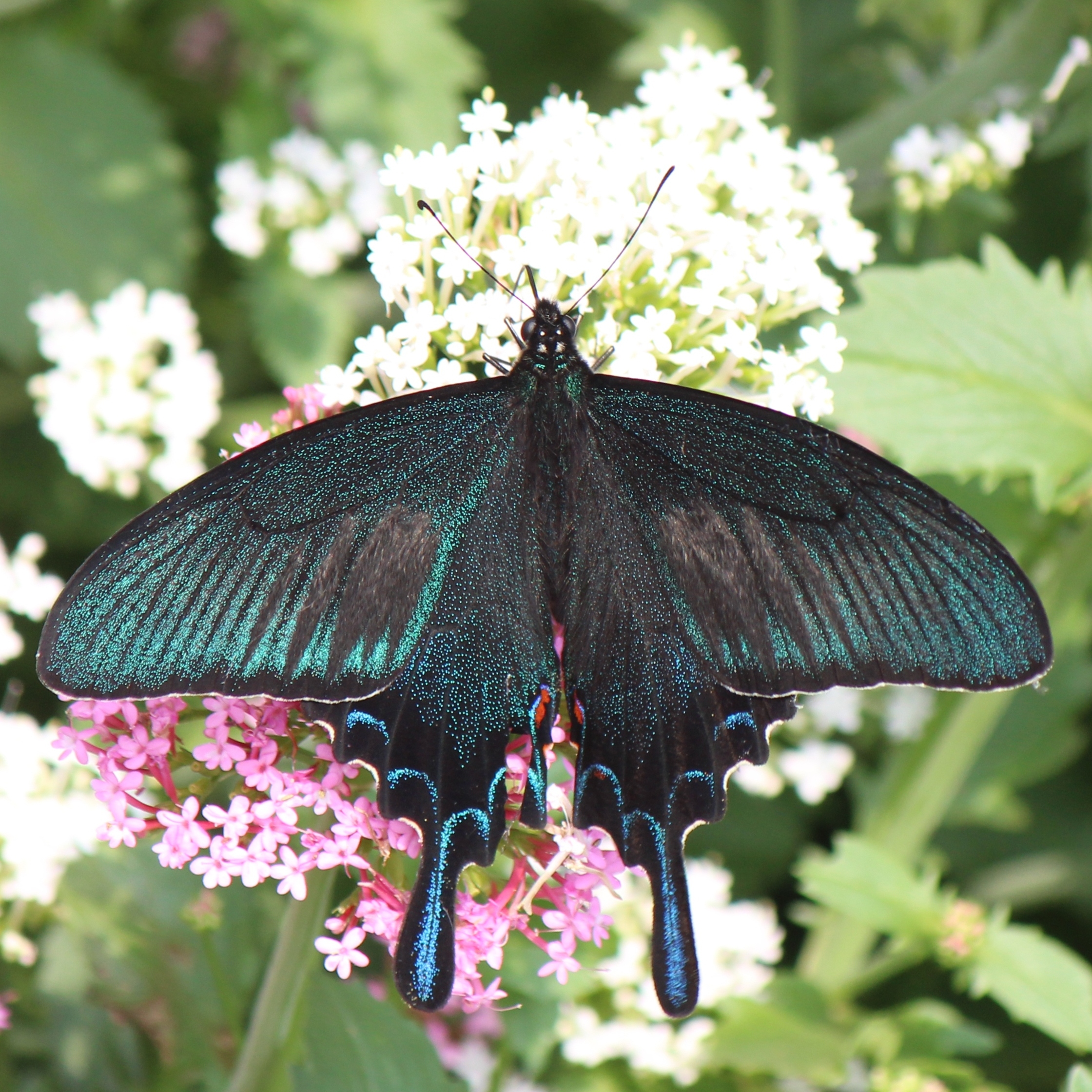
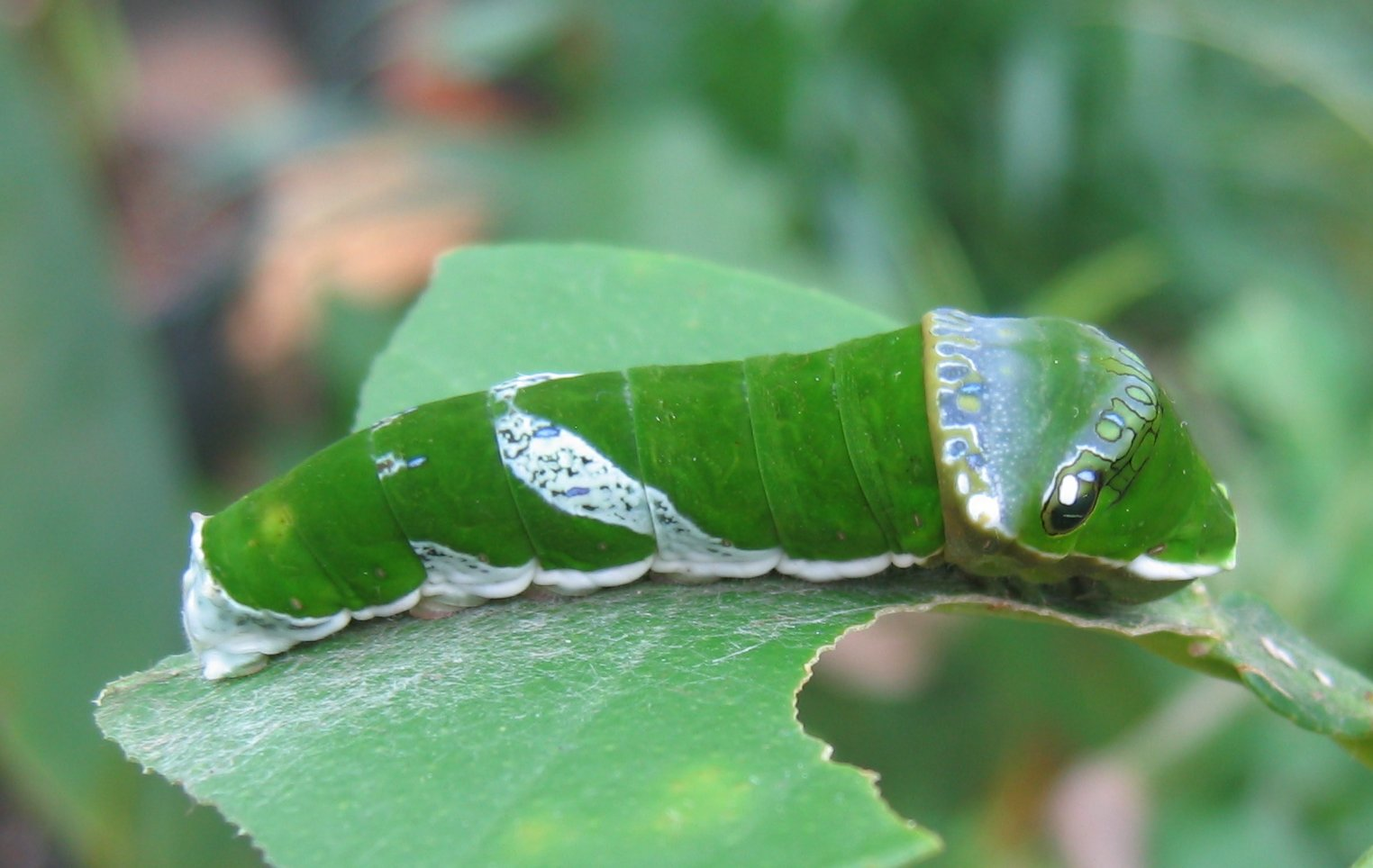
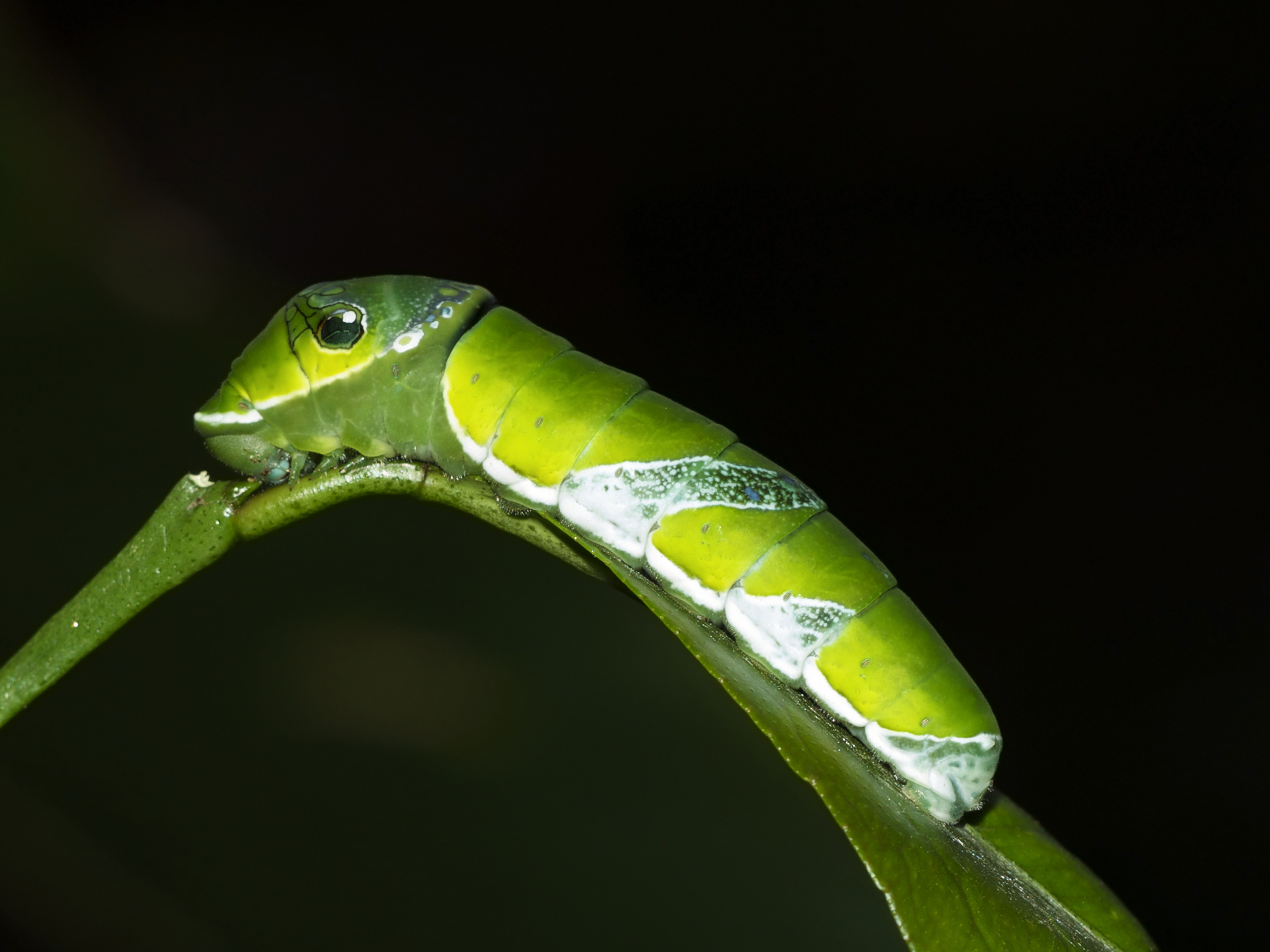